# Конрад Стари (Конрадини)
Конрад Стари (на немски: Konrad der Ältere; † 27 февруари 906, Фритцлар) е херцог на Херцогство Франкония в Източнофранкското кралство, баща на по-късния немски крал Конрад I Млади. Конрад е смятан за племенник или внук (nepos) на крал Арнулф, който е женен за Ода, роднина на Конрад.

## Биография
Конрад Стари произлиза от рода Конрадини и е син на Удо (830 – 879, граф на Лангау) и правнук по баща на Одо Орлеански († 834, граф на Орлеан 828 – 834), бащата на Ирментруда Орлеанска, която се омъжва за Карл Плешиви.
Конрад е граф на Оберлангау от 886 г. както и граф на Вормсгау, граф на Хесенгау от 897 г., граф на Готцфелдгау от 903 и граф на Ветерау от 905 г. Арнулф сваля франкския Попонски или Бабенбергски маркграф Попо от Тюрингия II и поставя Конрад през 892 г., като роднина на кралицата, на неговото място като маркграф на Тюрингия. Брат му Рудолф тогава е издигнат за епископ на Вюрцбург (892 – 908). Конрад Стари е брат и на Гебхард (от 903 г. херцог в Лотарингия, dux regni).
Когато Арнулф Каринтийски умира в края на 899 г. и малко след това неговият седемгодишен син Лудвиг Детето, синът на Ода, е избран за крал, Конрад и неговата фамилия печелят голямо влияние в политиката на империята. Конрад обаче губи преди 903 г. отново Маркграфство Тюрингия на ставащите могъщи Лиудолфинги. Конрад е замесен от 902 г. в кръвопролитна борба с Бабенбергите, в която умира през 906 г. при Фритцлар. Това води до залавянето и екзекуцията на последния Бабенберг, Адалберт.
Конрад е погребан в църквата „Свети Мартин“ във Вайлбург.

## Фамилия
Конрад е женен от около 880 г. за Глисмут (* 866; † 26 април 924), дъщеря на император Арнулф Каринтийски. От нея той има четири деца:
- Конрад I Млади († 918), 910 херцог на Франкония, 911 източнофранкски крал
- Еберхард († 939), 918 херцог на Франкония
- Ото, Удо или Одо († сл. 918), 904 граф в Рургау, 912 граф на среден Лан
- дъщеря; омъжена за Бурхард Тюрингски († сл. 913)